# Черемшаны № 1
Черемшаны № 1 — посёлок в Хвалынском районе Саратовской области России. Входит в городское поселение город Хвалынск.

## География
Находится в урочище Черемшаны, в 6-7 км к юго-западу от города Хвалынск.

## История
Посёлок был основан в 1860-х годах как мужской Успенский старообрядческий монастырь Белокриницкого согласия. После Октябрьской революции в монастыре была размещена трудовая коммуна-колония для малолетних преступников им. Джона Рида. В 1926 монастырь был окончательно закрыт, а в 1929 году территория и строения переданы дому отдыха «Черемшан № 1».

## Население
| 2010 |
| ---- |
| 46   |

Постоянное население составляло 50 человек в 2002 году (82 % русские).

## Инфраструктура
Санаторий «Черемшаны 1» и оздоровительный центр «Пещера монаха».